# Тшебіня (Сілезьке воєводство)
Тшебіня (пол. Trzebinia) — село в Польщі, у гміні Свінна Живецького повіту Сілезького воєводства.
Населення — 1772 особи (2011).
У 1975-1998 роках село належало до Бельського воєводства.

## Демографія
Демографічна структура станом на 31 березня 2011 року:
|          | Загалом | Допрацездатний вік | Працездатний вік | Постпрацездатний вік |
| -------- | ------- | ------------------ | ---------------- | -------------------- |
| Чоловіки | 830     | 174                | 567              | 89                   |
| Жінки    | 942     | 194                | 553              | 195                  |
| Разом    | 1772    | 368                | 1120             | 284                  |